# Nanna ceratopygia
Nanna ceratopygia är en fjärilsart som beskrevs av Birket-smith 1965. Nanna ceratopygia ingår i släktet Nanna och familjen björnspinnare. Inga underarter finns listade i Catalogue of Life.